# Adam Ore
Adam Ore (lettisch Ādams Ore; * 12. Juni 1855 in Salisburg, Livland; † 10. Juni 1927 in Riga)  war ein livländischer Organist und Komponist.

## Leben
Adam Ore wuchs in einer baltendeutschen Familie in der Gemeinde Salisburg (heute Mazsalaca in Lettland) auf. Mit 20 Jahren begann er ein Studium für Orgel und Klavier in Riga. Danach setzte er die Ausbildung in Stuttgart und Neapel fort. Adam Ore gastierte mit Konzerten in  Deutschland, Österreich, der Schweiz, Italien, den Niederlanden und in anderen Ländern. 
Seine letzten Jahre lebte er wieder in seinem Elternhaus.
Adam Ore komponierte Orgelstücke, Lieder und eine deutschsprachige Oper Gunda, die 1899 in Berlin uraufgeführt wurde.